# Alexandriai stadion
Az Alexandriai Stadion (arabul: إستاد الإسكندرية) egy többfunkciós stadion Egyiptomban, melyet jelenleg leginkább labdarúgó események lebonyolítására használnak, mint amilyen a 2006-os Afrikai Nemzetek Kupája is volt. Az 1929-ben épült stadion Egyiptom és egyben az afrikai kontinens legrégibb stadionja, melynek maximális befogadóképessége 20 000 néző.
A 2008-as U19-es labdarúgó-Európa-bajnokságon bronzérmet nyert korosztályos válogatott ebben a stadionban játszotta csoportmérkőzéseit az egyiptomi 2009-es U20-as labdarúgó-világbajnokságon Honduras, Dél-Afrika és az Egyesült Arab Emírségek korosztályos válogatottjai ellen. A csoportból első helyen jutott tovább a magyar csapat.